# Сан Ђорђо а Кремано
Сан Ђорђо а Кремано (итал. San Giorgio a Cremano) је насеље у Италији у округу Напуљ, региону Кампанија.
Према процени из 2011. у насељу је живело 45463 становника. Насеље се налази на надморској висини од 60 м.

## Становништво
| 1931.  | 1936.  | 1951.  | 1961.  | 1971.  | 1981.  | 1991.  | 2001.  | 2011.  |
| ------ | ------ | ------ | ------ | ------ | ------ | ------ | ------ | ------ |
| 12.026 | 13.023 | 17.922 | 22.423 | 45.635 | 62.129 | 62.258 | 50.763 | 45.523 |